# Ставківська сільська рада (Бершадський район)
| Ставківська сільська рада — колишній орган місцевого самоврядування у Бершадському районі Вінницької області з адміністративним центром у с. Ставки. Сільраді були підпорядковані населені пункти: - с. Ставки |

## Склад ради
Рада складається з 16 депутатів та голови.

## Керівний склад сільської ради
| ПІБ                             | Основні відомості                                                 | Дата обрання | Дата звільнення |
| ------------------------------- | ----------------------------------------------------------------- | ------------ | --------------- |
| Кушнір Юрій Кузьмович           | Сільський голова, 1950 року народження, освіта                    | 26.03.2006   | 31.10.2010      |
| Запорожчук Михайло Анатолійович | Сільський голова, 1960 року народження, освіта середня спеціальна | 31.10.2010   |                 |

Примітка: таблиця складена за даними джерела